# Северное кладбище (Дрезден)

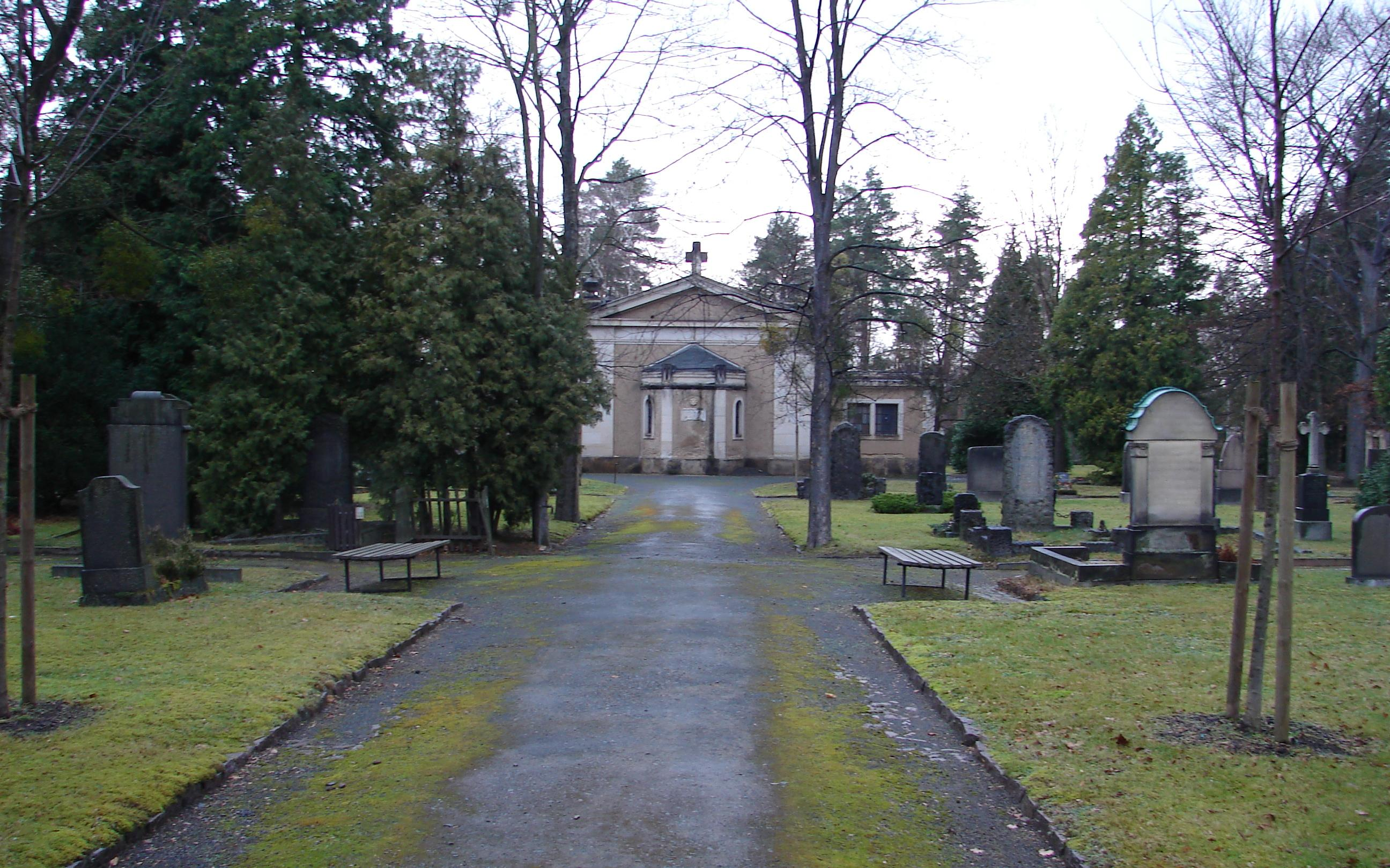
Старая часть Северного кладбища в Дрездене с часовней

Северное кладбище (Нордфридхоф, нем. Nordfriedhof) — бывшее военное, ныне публичное кладбище в Дрездене. Расположено в дрезденском районе Альбертштадт. В непосредственной близости находится также Советское гарнизонное кладбище.
Кладбище появилось в ходе реорганизации саксонской армии после Франко-прусской войны. Торжественное открытие гарнизонного кладбища площадью в 1 га состоялось 1 октября 1901 года. Необходимость в расширении его территории появилась в Первую и Вторую мировые войны. Кладбище было переименовано в Северное вскоре после окончания Второй мировой войны.